# Земо Хеви
Земо Хеви или Цангура (абх. Цангура, груз. ზემო ხევი) — село в Абхазии, в Гагрском районе частично признанной Республики Абхазия, согласно административному делению Грузии — в Гагрском муниципалитете Абхазской Автономной Республики. Высота над уровнем моря составляет 100 метров.

## Население
По данным 1959 года в селе Земо Хеви проживало 297 человек, в основном армяне. В 1989 году в селе проживало 262 человека.